# دینکلشربن
دینکلشربن (به آلمانی: Dinkelscherben) یک شهر در آلمان است که در آوگسبورگ واقع شده‌است.